# د هاردی بویز
هاردی بویز (به انگلیسی: The Hardy Boyz) یک تیم حرفه ای کشتی کج آمریکایی متشکل از برادران واقعی جف و مت بود که این دو در حال حاضر به ترتیب در دبلیودبلیوئی و اول الیت رسلینگ (ای‌ئی‌دبلیو) حضور دارند، و جف در شوی اسمک‌داون کشتی می‌گیرد.
آنها برای اولین بار در سال ۱۹۹۳ در مسابقات تبلیغاتی مستقل در کارولینای شمالی شروع به همکاری کردند و در مسابقات قهرمانی تگ تیمی در NWA 2000 برنده شدند.